# Albuca unifolia
Albuca unifolia là một loài thực vật có hoa trong họ Măng tây. Loài này được (Retz.) J.C.Manning & Goldblatt mô tả khoa học đầu tiên năm 2009.